# Bang Bang (filme)
Bang Bang é um filme brasileiro experimental de 1971, dirigido por Andrea Tonacci, e estrelado por Paulo César Pereio. Foi exibido na Quinzena de Realizadores do Festival de Cannes de 1971.
Apesar de não ter sido programado no circuito comercial brasileiro, chegou a ser exibido em salas independentes. Em novembro de 2015, figurou na 25ª posição da lista da Abraccine (Associação Brasileira de Críticos de Cinema) dos 100 melhores filmes brasileiros de todos os tempos, ao lado de outros dois filmes de Tonacci, Serras da Desordem (2006) e Bla Bla Blá (1968). 

## Sinopse
O filme acompanha um homem que vive uma série de situações desconexas e surreais; ele se envolve com uma bailarina, discute com um taxista, é perseguido por figuras misteriosas e enfrenta um grupo de bandidos peculiares. A narrativa não segue uma estrutura linear tradicional, misturando elementos de suspense, comédia e drama de forma fragmentada, oferecendo uma experiência visual e sensorial.

## Elenco
- Paulo César Pereio (Protagonista)
- Abrahã Farc (Bandido 1)
- Jura Otero (Bailarina espanhola)
- Ezequiel Marques (Taxista)
- José Aurélio Vieira (Bandido 2)
- Thiago Veloso (Bandido 3)
- Antônio Naddeo (Médico)
- Thales Penna (Homem Misterioso)
- Milton Gontijo (Figura recorrente nas ruas)

## Produção
Bang Bang foi o primeiro longa do Andrea Tonacci e, desde o começo, o filme apresenta a narrativa de um jeito diferente do que era comum no Cinema Marginal daquela época. Enquanto muitos diretores trabalhavam de forma coletiva, com apoio de produtores e esquemas comuns típicos da "Boca de lixo", Tonacci seguiu um caminho independente, conseguiu um prêmio de incentivo e usou o dinheiro para começar o projeto, sem depender diretamente de produtores para ajudar no financiamento do longa. 
A gravação de Bang Bang enfrentou muitos desafios. Além das limitações financeiras e da produção independente, o filme foi realizado ao mesmo tempo e no mesmo set de gravação que "A Sagrada Família", do Sylvio Lanna, que na época ainda levava o título provisório de Ilegítima Defesa. Os dois filmes conseguiram sair do papel graças a um empréstimo da Secretaria de Cultura do Estado de São Paulo, que foi liberado após a apresentação do roteiro de A Sagrada Família. As filmagens começaram em 1969, nas cidades de Belo Horizonte e Montes Claros, em Minas Gerais, escolhidas porque ofereciam melhores condições de infraestrutura para os realizadores. Ainda assim, não foi fácil, pois as equipes eram reduzidas, os recursos escassos e tudo exigia muita improvisação e esforço coletivo. A Sagrada Família tinha o set durante a parte da manhã e só após o términos das diárias de gravação Bang Bang era gravado. Ambos filmes, inclusive, usaram o mesmo ator principal (Paulo César Pereio) e tiveram equipes compartilhadas de som e fotografia.  A etapa de montagem e pós-produção também teve que ser feita separadamente, em tempos e lugares distintos, de acordo com a possibilidade de cada produção.

## Recepção
Bang Bang foi lançado durante o auge da ditadura militar no Brasil, em meio ao período mais repressivo do regime, caracterizado pelo AI-5, o ato constitucional em vigência na época. Em meio à censura intensa, perseguição política, exílio de artistas, medo generalizado e paranoia populacional, muitos cineastas buscaram formas alternativas de produção, rejeitando o cinema comercial pela frustração do Cinema Novo surge a estética do ‘lixo’. 
O Cinema Marginal, do qual a obra é um expoente, é marcado por filmes de baixo orçamento, com a estética suja, linguagem fragmentada, deboche e experimentação ao extremo, esse período cinematográfico se torna silenciosamente, a luta dos cineastas contra a opressão. 
Bang Bang, foi exibido em mostras alternativas e cineclubes, fora dos circuitos comerciais tradicionais, como a mostra da Cinemateca do Museu de Arte Moderna (MAM-RJ), realizada entre 22 e 28 de fevereiro de 1971; exibido na Quinzena dos Realizadores  do Festival de Cannes em 1971; e, na Semana do Cinema Marginalizado Brasileiro, no Museu de Arte de São Paulo (MASP) em 1975.
Em novembro de 2015, o filme entrou na lista feita pela Associação Brasileira de Críticos de Cinema (Abraccine) dos 100 melhores filmes brasileiros de todos os tempos, tornando-se um clássico do cinema marginal e brasileiro. 